# 14 Dywizja Pancerna (III Rzesza)
14 Dywizja Pancerna (niem. 14. Panzer-Division) – niemiecka dywizja pancerna z okresu II wojny światowej, uczestniczyła w agresji na Jugosławię i ataku na Związek Radziecki.Zniszczona pod Stalingradem.

## Historia
Dywizja została sformowana na podstawie rozkazu z 15 sierpnia 1940 roku po przekształceniu 4 Dywizji Piechoty.
W marcu 1941 roku została skierowana na Węgry, gdzie weszła następnie w skład 2 Armii. Agresję na Jugosławię przeprowadziła z terytorium Węgier prowadząc atak w kierunku Zagrzebia, a następnie Sarajewa. Wzięła udział w zajęciu Belgradu. Po zakończeniu działań bojowych na terenie Jugosławii skierowano ją na teren Niemiec.
W czerwcu 1941 roku licząca 163 czołgi dywizja weszła w skład 1 Grupy Pancernej Grupy Armii „Południe i od lipca brała udział w walkach na terenie ZSRR. W dniu napaści na Związek Radziecki miała do dyspozycji: 45 szt. Pz I, 71 szt. Pz II, 20 szt. Pz III i 11 szt. Pz IV. W składzie Grupy Armii Południe walczyła na południowym odcinku frontu wschodniego do  lipca 1942 roku.
W lipcu 1942 roku weszła w skład Grupy Armii B i brała udział w natarciu na Stalingrad. W listopadzie 1942 roku została podporządkowana 6 Armii i walczyła w Stalingradzie, gdzie w styczniu 1943 roku została zniszczona.
W kwietniu 1943 roku w ramach 1 Armii przystąpiono na terenie zachodniej Francji do jej odtworzenia. Jej organizację zakończono w październiku 1943 roku i ponownie skierowano na front wschodni.
Początkowo skierowano ją do Grupy Armii Południe, gdzie walczyła w rejonie Krzywego Rogu. Później broniła linii Dniepru i Dniestru. W sierpniu 1944 roku została przerzucona do Kurlandii, gdzie weszła w skład 18 Armii Grupy Armii Północ.
Na terenie Kurlandii walczyła do kwietnia 1945 roku, gdzie skapitulowała w rejonie Lipawy przed wojskami radzieckimi.

## Oficerowie dowództwa dywizji
Dowódcy dywizji
- gen. piech. Erik Oskar Hansen (1940)
- gen. por. Heinrich von Prittwitz und Gaffron (1940–1941)
- gen. wojsk panc. Friedrich Kühn (1941–1942)
- gen. por. Ferdinand Heim (1942)
- gen. por. Hans Freiherr von Falkenstein (1942)
- gen. por.  Johannes Baessler (1942)
- gen. mjr Martin Lattmann (1942–1943)
- gen. por. Friedrich Sieberg (1943)
- gen. por. Martin Unrein (1943–1944)
- gen. mjr Oskar Munzel (1944)
- gen. por. Martin Unrein (1944–1945)
- płk Friedrich-Wilhelm Jürgen (1945)
- płk Karl Grässel (1945)

## Struktura organizacyjna
Skład w 1941
- 36 pułk pancerny (Panzer-Regiment 36)
- 14 Brygada Strzelców (Schützen-Brigade 14)
  - 103 pułk strzelców (Schützen-Regiment 103)
  - 108 pułk strzelców (Schützen-Regiment 108)
  - 64 batalion motocyklowy (Kradschützen-Bataillon 64)
- 4 pułk artylerii (Artillerie Regiment 4)
- 40 batalion rozpoznawczy (Aufklärungs-Abteilung 40)
- 4 dywizjon przeciwpancerny (Panzerjäger-Abteilung 4)
- 13 batalion pionierów (Pionier-Bataillon 13)
- 4 batalion łączności (Nachrichten-Abteilung 4)

Skład w 1943
- 36 pułk pancerny (Panzer-Regiment 36)
- 103 pułk grenadierów pancernych (Panzer-Grenadier-Regiment 103)
- 108 pułk grenadierów pancernych (Panzer-Grenadier-Regiment 108)
- 4 pułk artylerii pancernej (Panzer-Artillerie-Regiment 4)
- 14 pancerny batalion rozpoznawczy (Panzer-Aufklärungs-Abteilung 14)
- 276 dywizjon artylerii przeciwlotniczej (Heeres Flak Artillerie-Abteilung 276)
- 4 dywizjon przeciwpancerny (Panzerjäger-Abteilung 4)
- 13 pancerny batalion pionierów (Panzer-Pionier-Bataillon 13)
- 4 pancerny batalion łączności (Panzer-Nachrichten-Abteilung 4)